# Дитрих фон Вертерн
Дитрих фон Вертерн (на немски: Dietrich von Werthern, Wert(h)erde; * ок. 1400; † 28 юни 1470) е рицар, прародител на днешния тюрингски благороднически род фон Вертерн. Той е рицар, от 1452 г. собственик на господството Вие в Тюрингия и е на служба на управляващите графове на Щолберг. Той не трябва са бърка с племенника му канцлер Дитрих фон Вертерн († 1482).
Той е третият син на Йоханес/Ханс фон Вертерн цу Талхайм († пр. 1432) и съпругата му бургграфиня Юта Витцтум фон Екщедт († пр. 1420), дъщеря на Витцтум Бусо II фон Аполда († 1437) и Айле фон Илебург. Внук е на Албрехт фон Вертерн († сл. 1327). Брат е на Георг фон Вертерн, бащата на канцлер Дитрих фон Вертерн († 1482).
Дитрих фон Вертерн купува 1452 г. господството Вие в Тюрингия със замъка от граф Хайнрих фон Шварцбург.
През края на април 1461 г. той прави поклонение до Божи гроб в Йерусалим заедно с херцог Вилхелм III от Саксония.
Погребан е в гробното място на фамилията в църквата „Св. Анна“ във Фрондорф в Зьомерда, Тюрингия.

## Фамилия
Дитрих фон Вертерн се жени на 1 юни 1439 г. за Елизабет фон Хойм († 2 май 1480, Вие), дъщеря на Зигфрид фон Хойм († сл. 1469) и Кунигунда фон Варберг († сл. 1457). Те имат децата:
- Елизабет фон Вертерн, омъжена на 26 февруари 1460 г. в Зангерхаузен за рицар Фридрих фон Вицлебен († сл. 1499)
- Йохан/Ханс фон Вертерн (* 24 юни 1443; † 9 юли 1533), рицар, таен съветник, женен I. за Сузана фон Зеебах, II. на 24 юни 1465 г. във Вие за Елизабет фон Хопфгартен († 17 август 1485, Вие), III. за Елизабет фон Шьонберг